# Dwukanałowy kontroler pamięci
Podwójny kontroler pamięci -  potrafi poradzić sobie z dwoma 64-bitowymi kanałami RAM, dając sumarycznie 128-bitową szynę komunikacyjną. Oznacza to podwojenie przepustowości kanału pamięci.
W dużym uproszczeniu kontroler sumuje, często również (w zależności od implementacji) okresowo różnicuje dostęp do dwóch identycznie zorganizowanych logicznie modułów pamięci, przez co poszerza szerokość szyny danych dwukrotnie w stosunku do tradycyjnego układu. Zastosowanie dwukanałowego kontrolera pamięci przyspiesza operacje na pamięci RAM średnio o około 15 do 30 procent, przy czym wartość ta w dużej mierze zależy od wykonywanej operacji.
Odpowiednikiem trybu dwukanałowego dostępu do pamięci w przypadku pamięci masowych jest RAID w trybie Stripe.
Obecnie znany model opcjonalnego dwukanałowego dostępu wprowadzono w 1995 roku w komputerze PowerMacintosh 9500 firmy Apple. Wcześniej stosowano podobną technikę celem uzyskania wymaganej przez architekturę procesora szerokości szyny pamięci wymuszając stosowanie dwóch modułów RAM (np. dla procesorów Intel serii 80486 wymagano obecności czterech ośmiobitowych modułów SIMM standardu 30 pin, następnie dla procesorów serii Pentium wymagano dwóch modułów pamięci SIMM typu 72 pin).